# Ora Maté
Ora Maté ist das gemeinsame Projekt der beiden französischen DJs und Musikproduzenten Hugo Montel und Milan Toulouse, das 2007 ins Leben gerufen wurde. 

## Werdegang
Im September 2007 erschien bei Universal Music unter dem Titel Oceanism das Debütalbum der Band. In ihren Songs kombinieren die beiden Ethnorhythmen mit gängigen Housesounds.
Die erste ausgekoppelte Single Kamaté basiert auf einem Sample des Stücks Tropical Soundclash des französischen Musikers DJ Grégory aus dem Jahr 2002 und nimmt Bezug auf den Haka, den traditionellen Kriegstanz der Māori. Der französische Fernsehsender TF1 wählte den Song als Erkennungsmelodie für seine Übertragungen von der in Frankreich ausgetragenen Rugby-Union-Weltmeisterschaft 2007 aus. Im Oktober 2007 erreichte die Single Platz 1 der französischen Charts.